# Bricherasio
Bricherasio (piemontesisch Bricheras, okzitanisch Bricairàs) ist eine Gemeinde in der italienischen Metropolitanstadt Turin (TO), Region Piemont.

## Lage und Einwohner
Die Gemeinde liegt 46 km südwestlich von Turin im mittleren Val Pellice und umfasst eine Fläche von 22 km². Ihre Einwohnerdichte beträgt etwa 183 Einwohner/km² bei 4601 Einwohnern (Stand 31. Dezember 2023). 
Die Nachbargemeinden sind Angrogna, San Secondo di Pinerolo, Prarostino, Osasco, Garzigliana, Luserna San Giovanni, Cavour, Campiglione-Fenile und Bibiana.

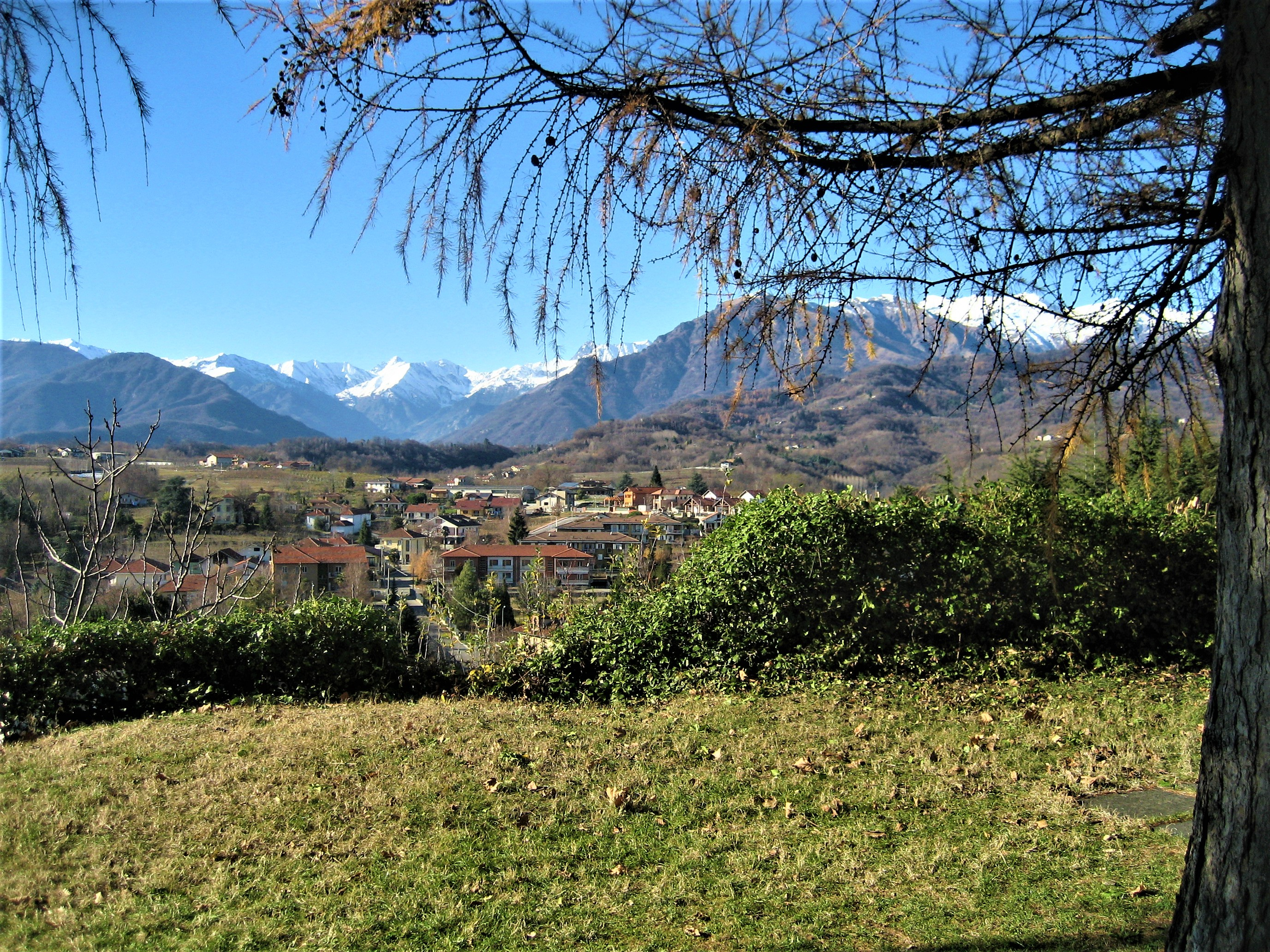
Blick von Bricherasio ins Val Pellice

### Bevölkerungsentwicklung

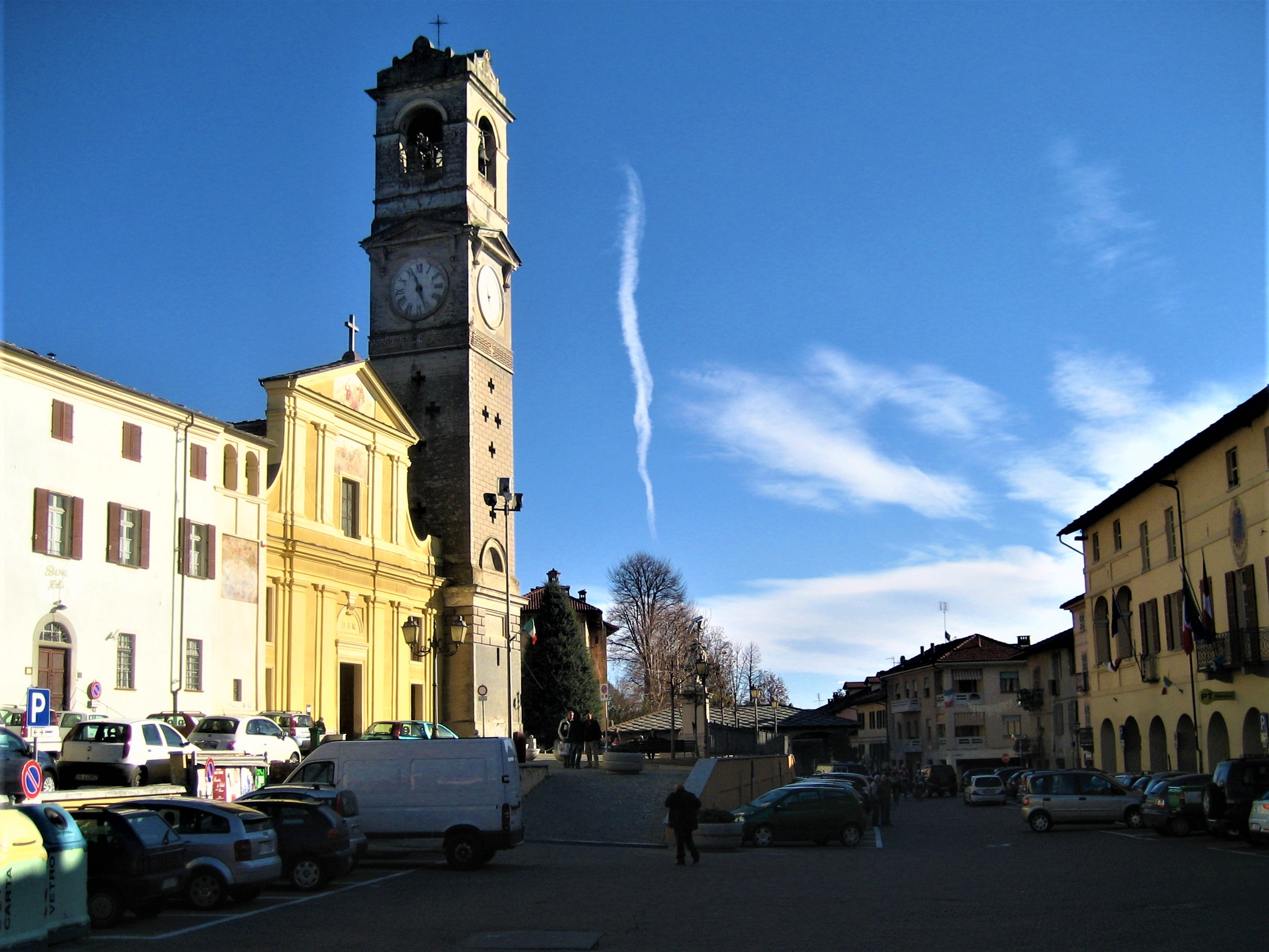
Dorfplatz mit Kirche

## Gemeindepartnerschaften
- Bell Ville, seit 1998
- Chorges, seit 2003